# NGC 796
NGC 796 je otvoreni skup u zviježđu Maloj vodenoj zmiji.

## Vanjske poveznice
- SEDS: NGC 796